# كفر أبو زيادة
كفر أبو زيادة، قرية تابعة للوحدة المحلية لقرية شابة، التابعة لمركز دسوق التابع لمحافظة كفر الشيخ في جمهورية مصر العربية.

## توابع القرية
لها 5 توابع من عزب وكفور ونجوع:
- أبو شعيشع
- ضبيش
- حمد
- محمد موسى
- أبو العلا

## السكان
حسب إحصاءات عام 2006، بلغ عدد سكان كفر أبو زيادة 3,769 نسمة، منهم 1,924 ذكر و1,845 أنثى.